# Таљио ди Кандија (Анкона)
Таљио ди Кандија (итал. Taglio di Candia) насеље је у Италији у округу Анкона, региону Марке.
Према процени из 2011. у насељу је живело 317 становника. Насеље се налази на надморској висини од 208 м.